# Zöldesszürke döggomba
A zöldesszürke döggomba (Entoloma rhodopolium) a döggombafélék családjába tartozó, Európában és Észak-Amerikában elterjedt, réteken, ligetekben élő, feltehetően mérgező gombafaj. Egyéb elnevezései: kis döggomba, nyári döggomba, szürke döggomba.

## Megjelenése
A zöldesszürke döggomba kalapjának átmérője 4-8 (10) cm, alakja kezdetben domború, majd ellaposodik, középen tompán púpos lehet; az idős gomba kalapja benyomottá válik, széle hullámos lesz. Színe barnásszürke, sárgásszürke, zöldesszürke, idővel kifakulhat. A nedves gomba sötétebb színű. Felülete selymesen fénylik. Húsa viszonylag vékony, fehéres, törékeny; szagtalan vagy enyhén lúgszagú. Íze nem jellegzetes, esetleg kissé lisztízű.
Lemezei kissé ránőnek a tönkre. Színük kezdetben fehéres, majd rózsás, végül rózsás-hússzínű. Spórapora rózsaszín. Spórái 8-10,5 x 7-8μm mikrométeresek, 5-8 szögletűek-szférikusak.
Tönkje 5–12 cm magas, 1-1,5 cm vastag, alakja hengeres vagy lefelé vékonyodó. Színe fehéres, hosszában szálazott, selymes felületű. A tetején kissé lisztes-deres lehet. 

### Hasonló fajok
Az ehető tövisaljagombával (amely májusban terem), csoportos pereszkével vagy a mérgező lúgszagú döggombával lehet összetéveszteni.

## Elterjedése és termőhelye
Európában, Ázsiában és Észak-Amerikában honos. Magyarországon gyakori.
Inkább lombos erdőkben (ritkábban fenyőerdőkben) él. Júniustól októberig terem.
Enyhén mérgező, fogyasztása után 1/2-3 órával hányás, hasmenés jelentkezik. 

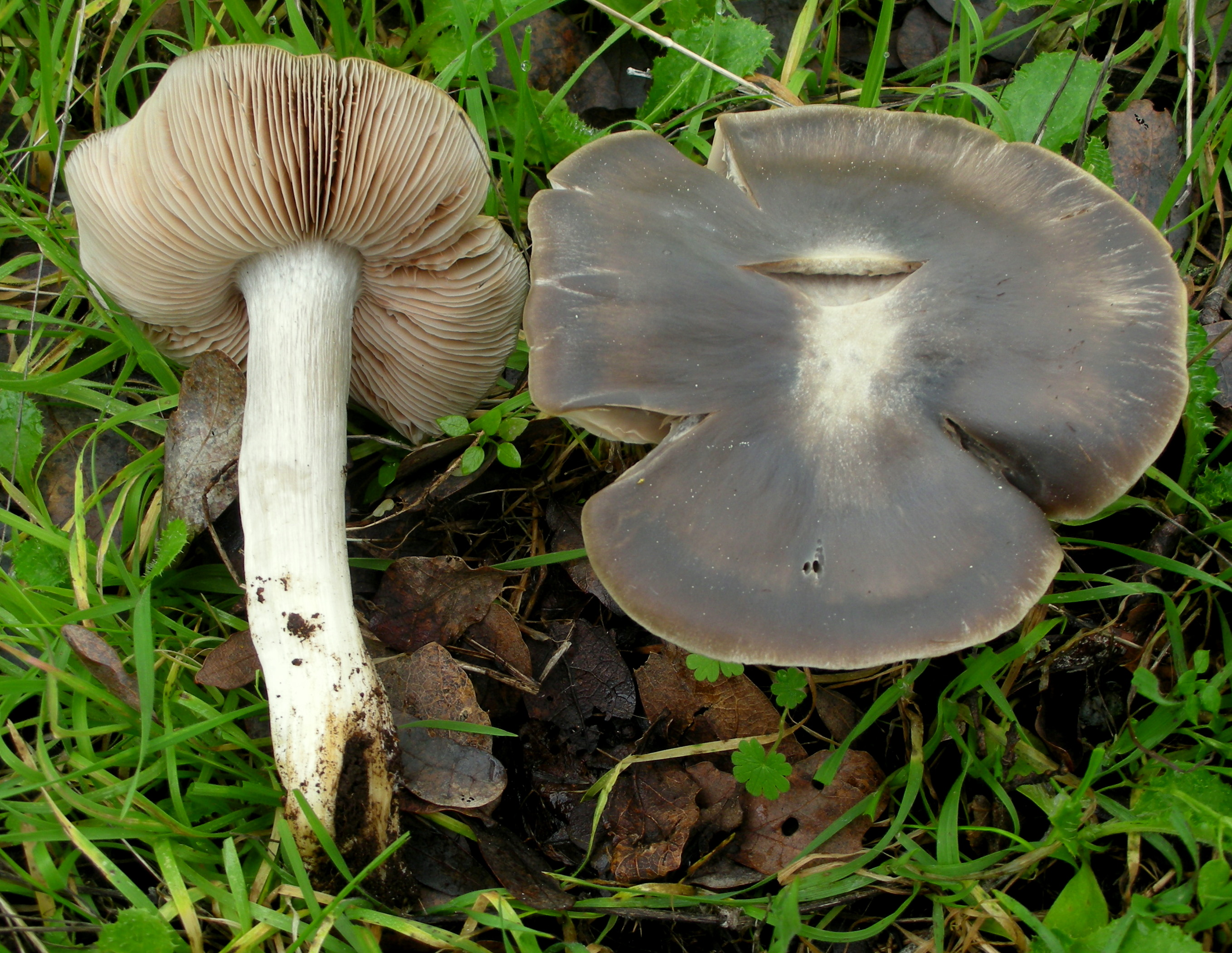
Zöldesszürke döggomba
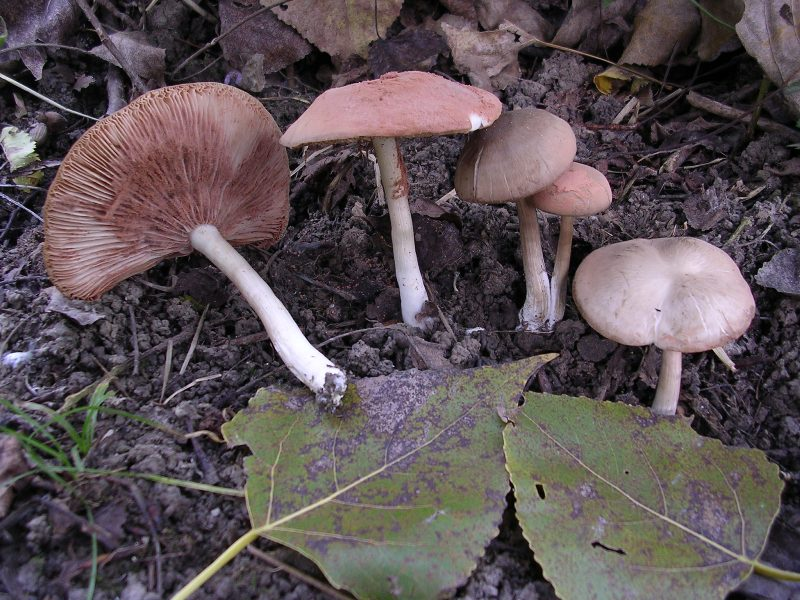
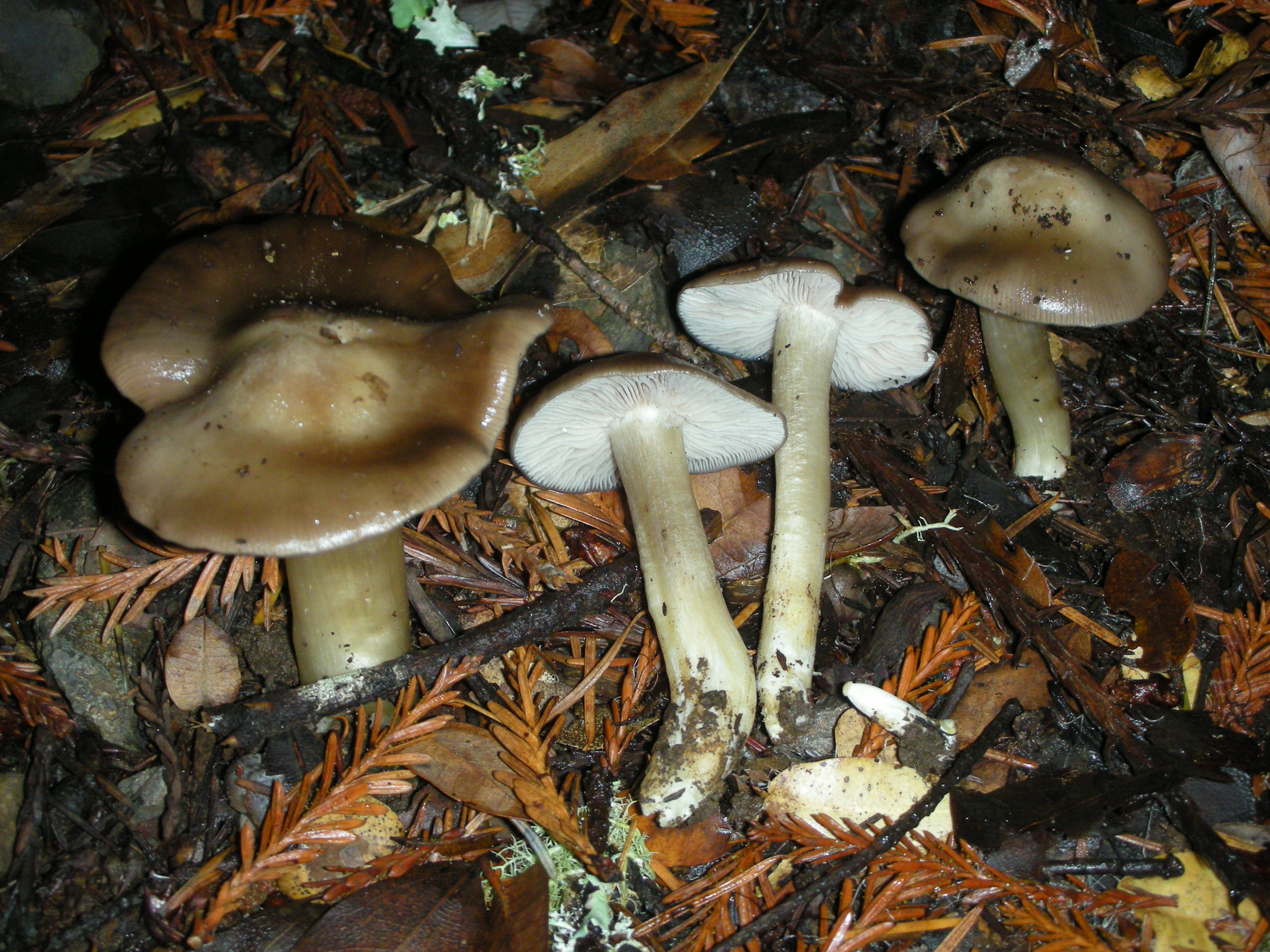
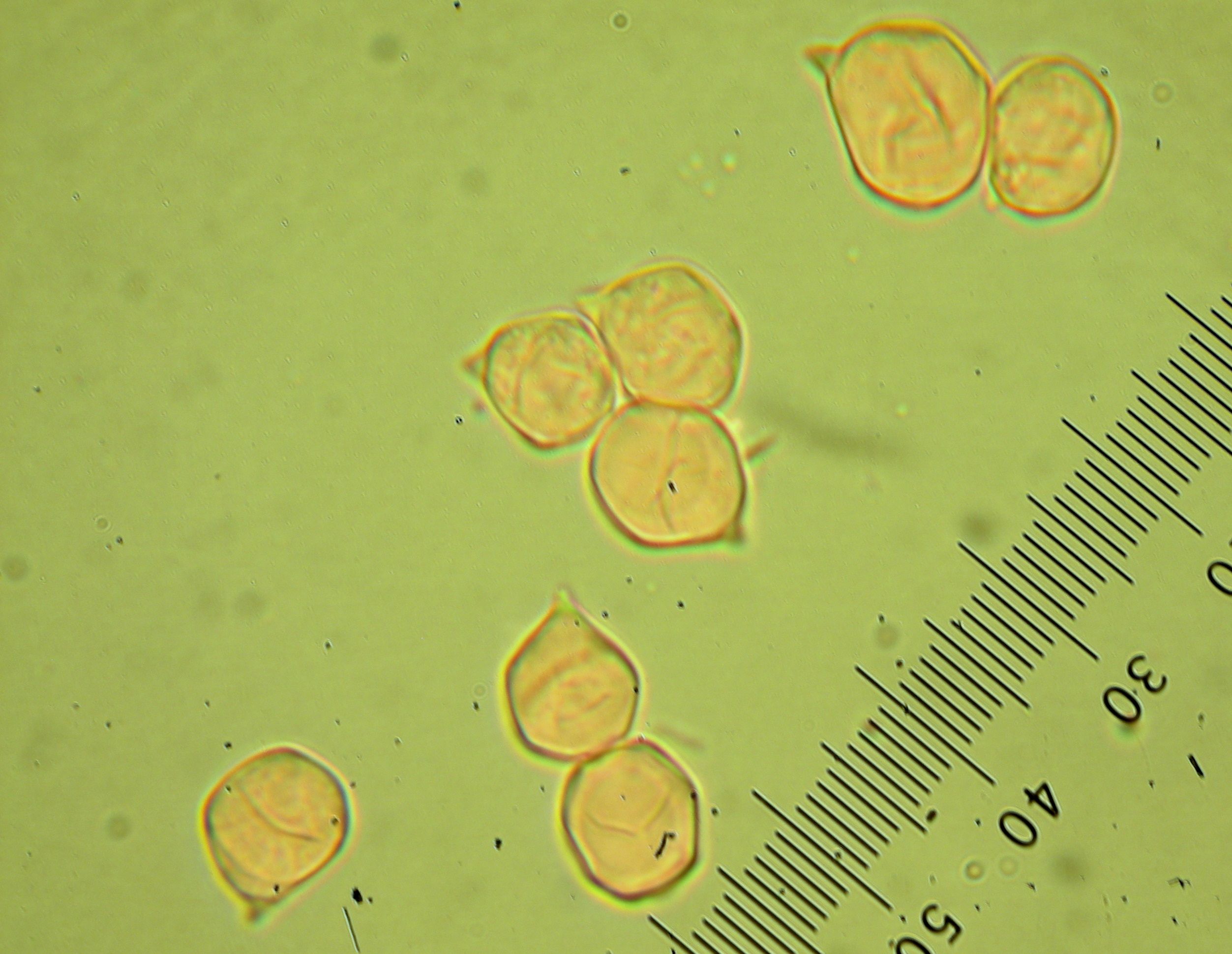
Spórái